# Castillo de Otíñar
El castillo de Otíñar es una antigua fortaleza medieval situada en el municipio de Jaén, provincia de Jaén, comunidad autónoma de Andalucía, España. Está considerado como Bien de Interés Cultural.

## Situación
Está situado sobre cerro con fácil acceso, en la carretera de Jaén a Quiebrajano, a unos 13 kilómetros de la capital, sobre el río Valdearazo, en el despoblado de Otíñar. El castillo ocupa la parte más angosta de la meseta que corona el cerro.

## Descripción
El castillo tiene planta alargada, con un recinto construido en mampostería, que aprovecha las defensas naturales en su parte oriental. Los restantes lienzos de muralla tienen más entidad, incluso con un pequeño bastión en su lado oeste. Dentro del recinto, hay restos de edificios de vivienda y un aljibe.
En la parte sur del recinto, situado sobre un roquedal, se construyó un pequeño alcázar, que se mantiene en pie. Está construido en sillería y dispone de una airosa torre del homenaje de dos plantas, situada sobre un risco. Las cámaras interiores de la torre tienen bóveda de medio cañón, construida en ladrillo. La escalera de acceso está adosada a los muros.

## Datación
Parece que, hasta el Pacto de Jaén, el poblado de Otíñar tuvo un carácter eminentemente agrícola y careció de defensas. La fijación de la frontera convirtió este lugar en un punto decisivo en la vigilancia de los pasos serranos que por la Sierra Sur de Jaén unían la ciudad de Jaén con el Prebético granadino. Su construcción se suele datar en la segunda mitad del siglo XIII, aunque el alcazarejo se considera posterior, del siglo XV. Parece que el recinto pudo edificarse sobre otras estructuras más antiguas, de origen andalusí.
Como parte del sistema defensivo de Jaén, tenía conexión visual con la atalaya de Torrebermeja, que a su vez comunicaba con el castillo de la ciudad.